# UTC+0:30
UTC+0:30 је време које је користила Британска краљевска породица под називом Sandringham time, по краљевској кући у Енглеској. Ово време се употребљавало од краља Едварда VII до 1936. (око 30 година).
Такође се користило и у Швајцарској (Бернско време), до усвајања средњоевропског времена 1894. године.